# Europese kampioenschappen kyokushin karate 2016 (KWU)
De Europese kampioenschappen kyokushin karate 2016 waren door de Kyokushin World Union (KWU) georganiseerde kampioenschappen voor kyokushinkai karateka's. De eerste editie van de Europese kampioenschappen vond plaats in het Servische Belgrado van 11 tot 12 juni 2016.

## Resultaten
| Gewichtsklasse | Goud                     | Zilver              | Brons                                       |
| Heren          | Heren                    | Heren               | Heren                                       |
| -------------- | ------------------------ | ------------------- | ------------------------------------------- |
| -60kg          | Sergo Armenian           | Dilyan Nikolov      | Romualdas Auga Viacheslav Lesnikov          |
| -65kg          | Farid Kasumov            | Artur Arushanyan    | Berkdzan Shen Jevgenij Jurut                |
| -70kg          | Khasai Magomedov         | Ivan Komanov        | Voldoymyr Serheiev Omar Magomedov           |
| -75kg          | Shamil Ramazanov         | Yevhenii Kravchenko | Domas Sutkus Carlos Escribano               |
| -80kg          | Stanislav Mezhevtsov     | Jonas Rosin         | Catalin Mocanu Oleksandr Tymets             |
| -85kg          | Aleksandar Komanov       | Artem Semenov       | Marek Wolny Kestutis Radvila                |
| -90kg          | Jean-Paul Jacquot        | Gnel Aramian        | Kristiyan Doychev Emanuel Lebo              |
| -95kg          | Vitalii Ishakhneli       | Eventas Guzauskas   | Roel Noordman Yuriy Kryukov                 |
| +95kg          | Antanas Klibavicius      | Anatolii Zhuravel   | Christian Garcia Contreras Vasily Samadurov |
| Dames          |                          |                     |                                             |
| -55kg          | Rita Pivoriunaite        | Iya Kostova         | Lara Seydel Alona Veresniak                 |
| -60kg          | Inga Mikstaite           | Marta Lubos         | Guzel Fattakhova Emma Markwell              |
| -65kg          | Anna Efremova            | Mihaela Ivanova     | Anete Meskauskiene Annamaria Geczi          |
| -70kg          | Anzhelika Sabaeva        | Aleksandra Karpuk   | Diana Catero Perez Nora Vazelytė            |
| +70kg          | Agata Kaliciak-Winiarska | Diana Balsyte       | Julia Ukhina Svitlana Lagno                 |